# История на Флоренция
Историята на Флоренция се отнася до историческите събития, свързани с Флоренция, град в Централна Италия.

## Праистория и Античност
Флорентинската равнина и околните хълмове са обитавани от праисторически времена, както свидетелстват археологическите находки в района.
Първото стабилно селище е наколно, построено около XIX век пр. н. е. от етруските през периода Виланова близо до брода на река Арно, в центъра на плодородна равнина. Около 150 г. пр. н. е. етруските от близкия Висул (днешен Фиезоле), разположен високо на хълма, основават сателитно селище близо до река Арно, за да използват наличието на водния път, и построяват първия мост там. 
Още в етруската епоха градът е наричан с името Florentia на латински – език, който се установява в района. Florentia е благопожелателно название: „да процъфтяваш“, „проспериращ град“. Този произход на думата е потвърден от Академия дела Круска.
След Съюзническата война етруският Висул получава римско гражданство, приемайки латинското име Fæsule; вероятно през 59 г. пр. н. е., благодарение на Lex Julia, а във Florentia е създадена колония за армейски ветерани, заобиколена от стени, с типичен правоъгълен план и с централен площад (форум), където се пресичат главните улици (кардо и декуманус). С това градът получава административна автономия от Фиезоле.
Седалище на епископска епархия още през IV век, градът е определен като Municipium splendidissimum и от времето на император Адриан е свързан с Рим чрез Виа Касия. При Диоклециан е издигнат до Corrector Italiae (столицата на Етрурия и Умбрия) и след това преминава през периоди на византийско, остготско, лангобардско и франкско господство, по време на които населението понякога пада до няколко хиляди души.

## Средновековие
Започвайки от X век градът се развива и от 1115 г. става автономна комуна. 
През XIII век е разделен от вътрешната борба между гибелините, поддръжници на императора на Свещената Римска империя, и гвелфите в полза на папата. След различни събития гвелфите печелят (в т. нар. „Битка при Коле“, 17 юни 1269 г.), но скоро се разделят вътрешно на бели и черни: самият Данте Алигиери се присъединява към фракцията на белите и претърпява принудително изгнание с тях.
Вътрешнополитическият конфликт не попречва на града да се развие, за да стане един от най-могъщите и проспериращи в Европа, подпомогнат от собствената си златна валута – флоринът (въведен през 1252 г.), от упадъка на съперника си Пиза (победен от Генуа през 1284 г. и закупен от Флоренция през 1406 г.) и от търговската си мощ, произтичаща от антиаристократична конституция, т. нар. „Съдебни наредби“ на Джано Дела Бела (1293 г.). Териториалното разширение включва и Романя и достига до портите на Форли в началото на XV век).
С приблизително население от 80 000 души преди Черната смърт от 1348 г. (непосредствено след Венеция и точно преди Милано и Болоня), от което около 25 000 души се трудят във вълнената индустрия. Въ̀лната и коприната осигуряват голяма част от приходите на града. 
През 1378 г. Флоренция е сцена на бунта на Чомпи срещу олигархичното управление на града. След репресиите и преди всичко след раждането на данъчна система, която за първи път има прогресивно въздействие върху доходите (чрез Флорентинския поземлен регистър от 1427 г.), градът попада под олигархичното господство на някои семейства: първо Албици (1382 – 1434 г.), след това Медичите.

## Ренесанс
Въпреки упадъка на републиканската свобода Флоренция вероятно преживява най-благоприятната си епоха под господството, или по-скоро Синьорията на Медичите. Чрез меценатство фамилията придобива обществено благоразположение, което е от решаващо значение в някои критични моменти като заговора на Паци (1478 г.), както и трайна слава през вековете, която позволява на града да концентрира и развие завиден брой таланти, събирайки най-добрите художници, писатели, хуманисти и философи от онова време: между другото хуманистите Джовани Пико дела Мирандола, Анджело Полициано, Марсилио Фичино и Кристофоро Ландино, художниците Фра Анджелико, Филипо Липи, Сандро Ботичели, Доменико Гирландайо и Перуджино, скулпторите Андреа дел Верокио и младият Микеланджело Буонароти.
От 1400 г. Козимо де Медичи задкулисно, но реално контролира града. Властта му произтича от подкрепата и сътрудничеството с новите емигранти. Фактът, че по това време Медичите са банкери на папата, също подпомага разрастването на тяхната власт. Козимо е наследен от сина си Пиеро ди Козимо де Медичи, който през 1469 г. е наследен от внука на Козимо – Лоренцо Великолепни. Той е голям покровител на изкуствата, възлага работи на Микеланджело, Леонардо да Винчи и Ботичели. През XV век във Флоренция работят също Брунелески, Мазачо, Донатело, Алберти, Гирландайо и много други. След смъртта на Лоренцо Великолепни през 1492 г. и заточението на сина му Пиеро през 1494 г. първият период от управлението на Медичите завършва с възстановяването на републиканското управление.
Флоренция е известна като люлката на Ренесанса – термин, въведен от тосканеца Джорджо Вазари. Това е период на голям новаторски кипеж, който, възстановявайки моделите на древната епоха, насърчавани от хуманистичните изследвания, води до преодоляване на някои схеми, разработени през Средновековието, поставяйки човека като индивид в центъра на философската вселена и насърчавайки художествена продукция, характеризираща се с композиционна и пространствена яснота, премерена елегантност и трезвост, която има огромно влияние върху развитието на европейското изкуство. Сред основните постижения на това обновление можем да изброим откриването на метода на перспектива, използван от Филипо Брунелески около 1416 г.; раждането на техниката на стиачато на Донатело и непретенциозната картина на Мазачо в Параклис „Бранкачи“, раждането на светлинната живопис и първите намеци за въздушна перспектива, предаването на знания в работилниците чрез основно изучаване на рисунката, едновременното присъствие на трима абсолютни гении в началото на XVI век: Леонардо да Винчи, Микеланджело Буонароти и Рафаело. Благодарение на брилянтната политика на Лоренцо де Медичи художниците стават посланици на предполагаемото културно превъзходство на града, облъчвайки с новия стил големите италиански и след това европейски дворове.

## Ново време
Първият период на управление на Медичите завършва със завръщането на републиканското управление, повлияно от ученията на радикалния доминикански приор Джироламо Савонарола (екзекутиран през 1498 г.), в чиито думи често намираме аргументи – предмет на религиозни противоречия през следващите векове. Събитията от онези години водят до промяна на вековната система, основана на управленията на консули и подести. Друга важна фигура е Николо Макиавели, чиито указания за управлението на Флоренция от силна фигура често се тълкуват като легитимиране на сложните и дори злоупотреби на политиците.
На 16 май 1527 г. флорентинците отново свалят Медичите – върнати на власт от испанците през 1512 г., и възстановяват републиката. Този период на политическа и религиозна несигурност донася със себе си сериозни социални проблеми и нарушаване на баланса, който също е в основата на художественото производство: още в началото на XVI век във Флоренция се развива нов стил, който тогава се определя като Маниеризъм.
Върнати на мястото си за втори път през 1530 г., с подкрепата както на папата, така и на императора, Медичите стават наследствени херцози на Флоренция през 1532 г. През 1555 г. с армия, сформирана от испанските и германските съюзници, Медичите побеждават Сиена в битката при Сканагало и след това, през 1559 г., получават, с декрет на мира от Като-Камбрези, цялата територия на Сиенската република с изключение на крайбрежието на Марема, което впоследствие формира Държавата на президиите, под испански контрол чрез вицекраля на Неапол. Козимо държи управлението на две държави: „Старата“ държава Флоренция и Нова държава Сиена (Сиенско херцогство) – и двете автономни херцогства, разделени в политически и институционални структури, но обединени в едно лице на суверена. Тази двусмислена ситуация е разрешена на 27 август 1569 г., когато Козимо получава титлата на велик херцог на Тоскана от папа Пий V, което показва власт както над Сиенското херцогство, така и над Флоренция.
През  XVII век градът достига своя максимален блясък в областта на науката. Между 1654 и 1670 г. той е един от първите градове в света, които се появяват в областта на метеорологията благодарение на метеорологичната станция на Флоренция Манастир на ангелите, разположена в едноименната структура на манастира. Точно в същия този период във Флоренция възниква Академия дел Чименто, което дава допълнителен тласък на експериментите в научната област.
През вековете Флоренция достига до управлението на цяла Тоскана с изключение на Република Лука, която остава независима и суверенна до XVIII век (с пристигането в Италия на Наполеон Бонапарт, който прекарва седем години от живота си там) и на Херцогство Маса и Княжество Карара, независимо до 1829 г., когато е погълнато от Херцогство Модена. Великото херцогство първо става Кралство Етрурия и след това е директно включено във френската територия. Наполеоновото разграбване на Тоскана датира от този период. Изчезването на династията на Медичите и възкачването през 1737 г. на Франц Стефан, херцог на Лотарингия и съпруг на Мария Терезия Австрийска, довеждат до включването на Тоскана в териториите на хабсбургската сфера на влияние. Великият херцог Петър Леополд на 30 ноември 1786 г. обнародва новия наказателен кодекс, благодарение на който за първи път в историята на съвременните държави а премахнати смъртното наказание и изтезанията.

## Съвременна епоха
Велико херцогство Тоскана е присъединено към Кралство Сардиния през 1859 г. чрез плебисцит, малко преди раждането на Кралство Италия през 1861 г.
Флоренция поема мястото на Торино като столица на Италия през 1865 г. по искане на Наполеон III съгласно Септемврийската конвенция, докато тази роля не е прехвърлена на Рим през 1871 г., след като папският град е анексиран от Кралство Италия. С недостатъчно пространство и градска форма, все още свързана със Средновековието, Флоренция е засегната от поредица от преустройства, които придават на града по-модерен облик, но за съжаление виждат непоправимата загуба на много важни исторически сгради и цели квартали като този на Стария пазар.
На 18 май 1895 г. става най-силното земетресение, регистрирано някога в града, със сериозни щети и на монументални сгради.
През XIX век населението на Флоренция се удвоява, а след това се утроява през XX век с растежа на туризма, търговията, финансовите услуги и индустрията.
По време на Втората световна война градът е окупиран от германците за една година (1943 – 1944). В края на юли и началото на август 1944 г. войските на новозеландската армия (2-ра новозеландска дивизия), освобождаващи Тоскана, удрят хълмовете Пиан дей Чери, надвиснали над града. След много дни на енергични битки на германците, новозеландците принуждават врага да се оттегли, след като претърпяват големи щети, като разрушаване на мостове (с изключение на Понте Векио) и на къщи от мините на бягащите германци. Флоренция е сред градовете, наградени за военна доблест в освободителната война, защото е наградена със Златен медал за военна храброст за жертвите на населението и за активността му в партизанската борба през Втората световна война. Градът и неговите културни паметници са спасени от разрушение и разграбване благодарение на намесата на германския консул Герхард Волф. Войниците на съюзниците са погребани в гробища извън града (Американското гробище е на около 9 km южно от града), британските войници са погребани на няколко километра източно от северния бряг на река Арно.
Катастрофално е наводнението на 4 ноември 1966 г. Няма предупреждение от властите, които знаят, че вълната приижда, с изключение на телефонно обаждане до бижутерите на моста Понте Векио. В голяма част от центъра нахлуват водите на река Арно, като яростта им причинява някои жертви и причини огромни опустошения, нахлувайки в църкви, дворци и музеи, също непоправимо унищожавайки архиви, произведения на изкуството и много ценни томове. Тази огромна драма е преживяна от света с уникално участие, което скоро довежда до невероятна надпревара за солидарност, която вижда раждането на известните кални ангели – млади хора отвсякъде, които работят в трудната работа по възстановяване на съкровища, повредени произведения на изкуството. След наводнението във Флоренция са разработени новаторски техники за възстановяване, които оттогава я превръщат в център за върхови постижения в този сектор от световно значение.